# Gloria Borger

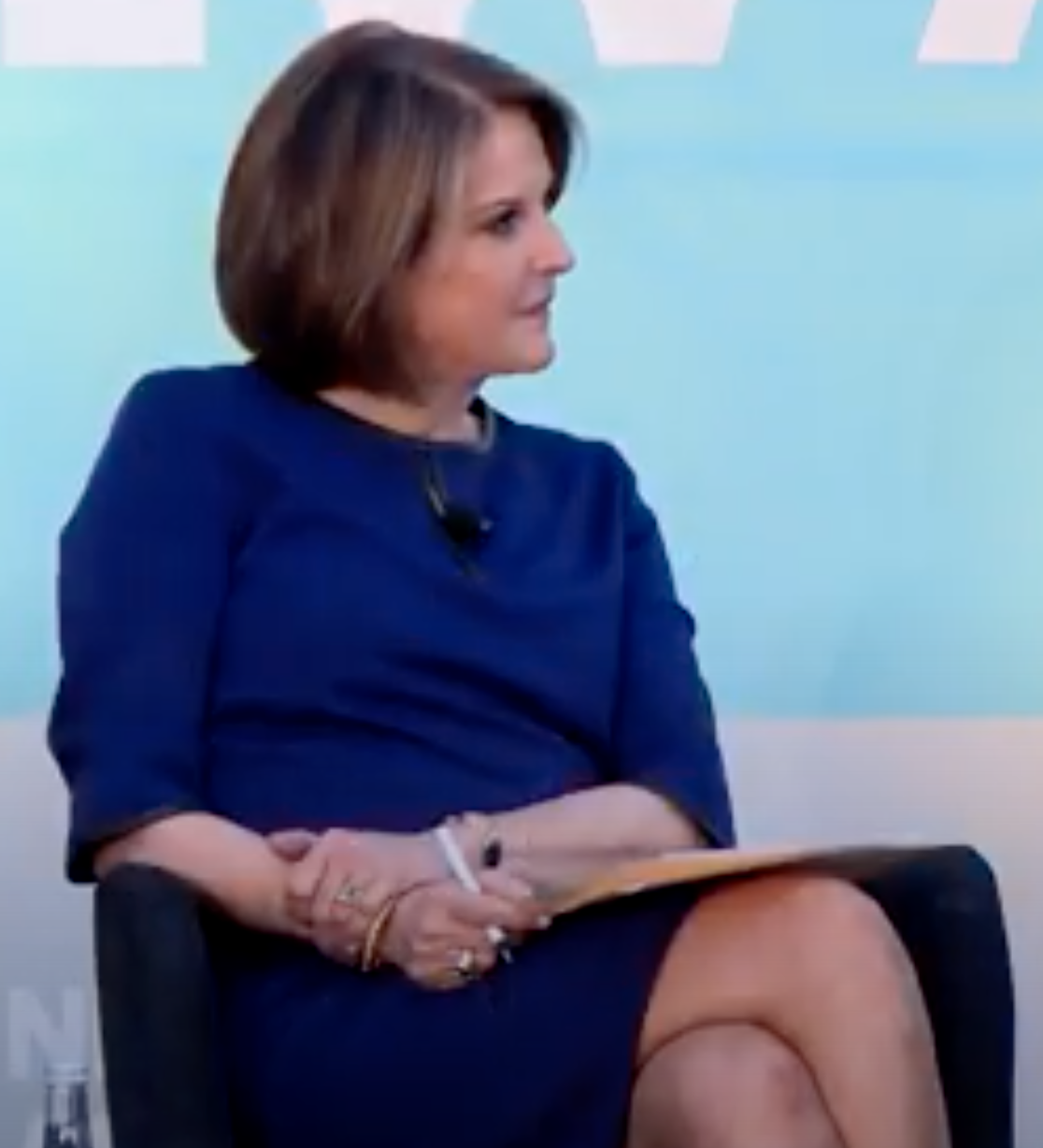
Gloria Borger in 2015

Gloria Anne Borger, (New Rochelle (New York), V.S., 22 september 1952) is een Amerikaanse journalist en columnist.
Borger was redacteur en columnist voor U.S. News & World Report en is anno 2019 hoofd politiek analist bij CNN. Daarvoor was zij de binnenlandse politieke verslaggever voor CBS News en presentator bij CNBC's Capital Report. Sinds ze in 2007 bij CNN ging werken, is ze in verscheidene van hun shows verschenen.

## Biografie
Borger werd geboren in een Joodse familie en groeide op in New Rochelle, New York. Haar vader was eigenaar van het bedrijf Borger's, een distributeur van elektrische huishoudelijke apparaten. Ze ging naar school op New Rochelle Highschool, waar ze haar eindexamen in 1970 haalde.
Borger studeerde aan de private Colgate University in Hamilton Village, New York, waar ze in 1974 afstudeerde.

## PewDiePie
De youtuber PewDiePie gebruikt in zijn onderdeel 'Pew News' een nieuwslezer met de naam 'Gloria Borger'. Echter zegt hij haar niet te kennen.